# Гомотарци
Гомотарци (болг. Гомотарци) — село в Болгарии. Находится в Видинской области, входит в общину Видин. Население составляет 718 человек.

## Политическая ситуация
В местном кметстве Гомотарци, в состав которого входит Гомотарци, должность кмета (старосты) исполняет Любен  Цветанов Стоянов (независимый) по результатам выборов.
Кмет (мэр) общины Видин — Румен Ангелов Видов (Граждане за европейское развитие Болгарии (ГЕРБ)) по результатам выборов.